# ガレス・ベイル
- ギャレス・ベイル

ガレス・フランク・ベイル（Gareth Frank Bale MBE, 1989年7月16日 - ）は、ウェールズ・カーディフ出身の元サッカー選手。元ウェールズ代表。現役時代のポジションはフォワード。
デビュー当初は左サイドバックであったが、オフェンス力を買われて前線にコンバートされ右ウィングを中心に起用された。レアル・マドリード時代に結成されたカリム・ベンゼマ、クリスティアーノ・ロナウドとの3トップはBBCと呼ばれた。2016年、ESPNは世界で最も有名なアスリートのリストでベイルを12位にランクインさせた。
ウェールズ代表の最多出場記録と最多得点記録の保持者であり、主将も務めた。UEFA EURO 2016ではウェールズを初の決勝トーナメント進出に導き、2022 FIFAワールドカップでは母国を64年ぶり2度目のワールドカップ出場に導いた。

## 生い立ち
1989年、ウェールズ・カーディフにて生まれる。2人兄弟の末っ子で、叔父クリス・パイクもフラムFCやカーディフ・シティFCで活躍したサッカー選手であった。非常に早い時期からスポーツの才能を開花させ、9歳の時にはすでにサウサンプトンのスカウトに声をかけられていた。ウィッチチャーチ高校では、教師の勧めによりホッケー、ラグビー、長距離走、器械体操など様々なスポーツに親しんだ。14歳の時には100mを11.4秒で走っていたという。幼少時代はアーセナルのファンであった。

## クラブ経歴

### サウサンプトン
2005年7月にサウサンプトンFCと契約。2006年4月17日のミルウォールFC戦に先発出場し、16歳275日でプロデビュー。セオ・ウォルコットに次ぐクラブ史上2番目に若いデビューとなった。2006年8月には対ダービー・カウンティ戦にてフリーキックでプロ入り後初となるゴールをあげた。デビュー年からの目覚ましい活躍で、同年の2006年にBBCウェールズのヤング・スポーツ・パーソナリティ・オブ・ザ・イヤーに選ばれた。またプロとして最初のシーズンながら、フットボールリーグ・ヤングプレーヤー・オブ・ザ・イヤーに選ばれた。

### トッテナム・ホットスパー

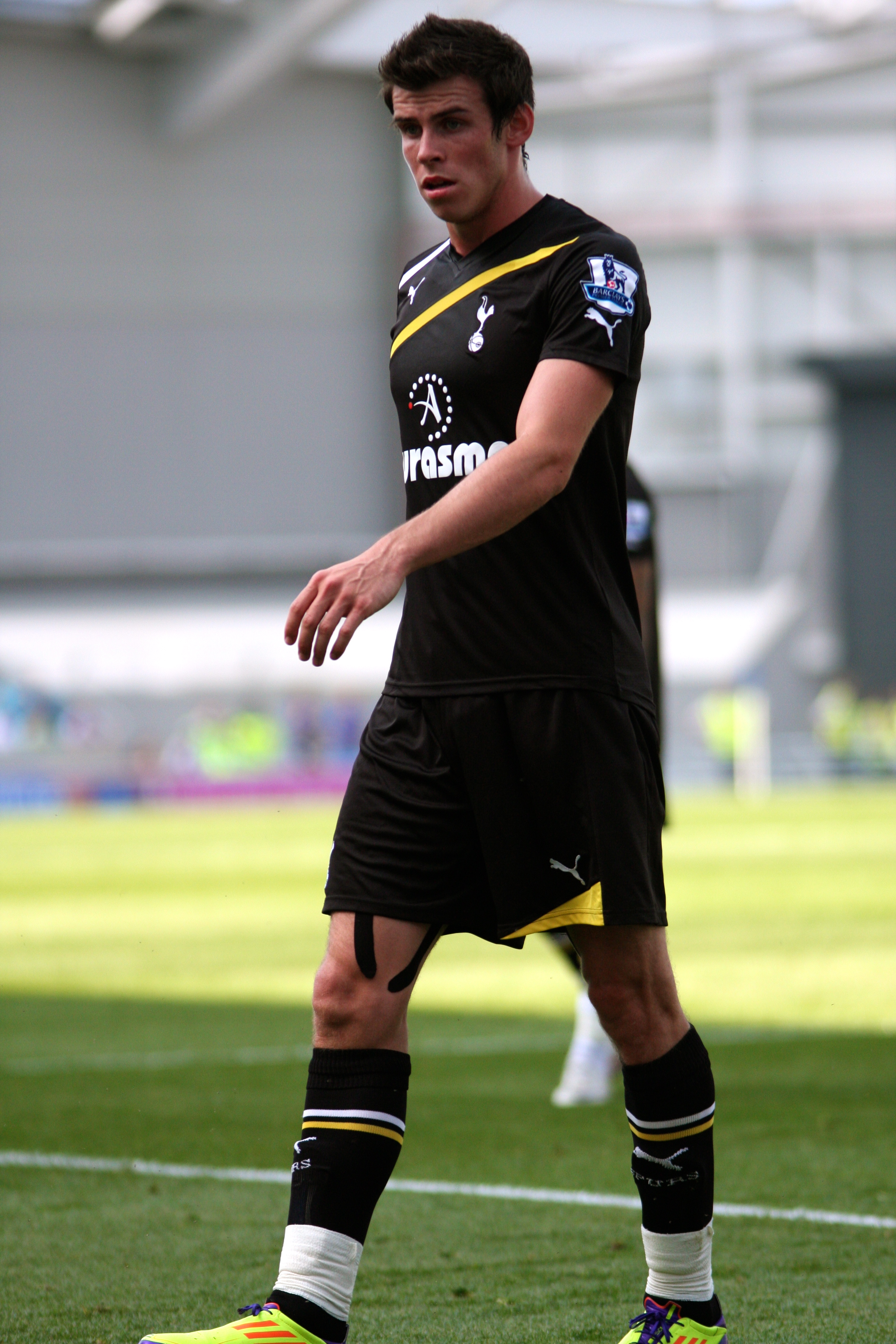
トッテナムでのベイル（2011年）

翌年の2007年には様々なクラブ間での争奪戦が行われた末、 トッテナム・ホットスパーFCに移籍金700万ポンド、4年契約で移籍（その当時の背番号は16番）。デビュー年から活躍し、フラムFC戦でファーストゴールをあげ、アーセナルFC戦ではフリーキックでゴールを奪った。しかし、2007年の12月に対バーミンガム・シティ戦でファブリス・ムアンバにタックルを受け、右足の靭帯に大怪我を負う。そのため、長期の戦線離脱を余儀なくされた。その結果、シーズン後半のすべての試合を欠場したが、2008年クラブは「能力に疑いの余地はない」と彼とさらに4年契約を結んだ。
トッテナム加入以降、リーグ戦24試合、約2年に渡ってベイルが出場した試合ではトッテナムが勝利することができないという事態が続いたが、監督のレドナップは2009年9月26日のバーンリーFC戦で4-0とトッテナムのリードで迎えた85分からベイルを途中出場させ、このジンクスを終わらせた。
2009年には膝の手術を受けることを発表。2009-2010年シーズンの前半を欠場した。その間、ブノワ・アスー＝エコトにポジションを奪われ、怪我から復帰してもなかなか出場できない期間が続いた。 しかし、監督であるハリー・レドナップはカップ戦などで少しずつベイルにチャンスを与えるようになる。2010年4月、アーセナルFC戦で復活の狼煙となるゴールをあげた。さらに、その次の試合であったチェルシーFC戦では1-1の場面で2-1となる決勝点をあげ、マン・オブ・ザ・マッチに選ばれた。この2戦の活躍により、プレミアリーグの4月の月間最優秀選手に選出された。後半のベイルの活躍もあり、このシーズンでクラブ史上初めてUEFAチャンピオンズリーグ出場権を得たトッテナムは、「クラブの新しい歴史を作って欲しい」とすぐに4年契約を提示。移籍の噂も流れたが、ベイルは契約延長にサインをした。
2010年10月20日、UEFAチャンピオンズリーグのインテル戦（サンシーロ）にて、ハットトリックを達成。さらに続く11月2日のホームでのインテル戦では2アシストを記録して勝利に貢献し、マン・オブ・ザ・マッチに選ばれた。インテルのディレクターとして帯同し、この試合を観戦していたルイス・フィーゴは、ベイルの動きについて「本当にただただアメージングだった」と賞賛のコメントをした。2011年4月17日、サミル・ナスリ、カルロス・テベスらを抑えてPFA年間最優秀選手賞を受賞した。
2011-12シーズン、チームはリーグ4位に入りながらもUEFAチャンピオンズリーグの出場権を得られず、ベイルの移籍も取り沙汰されたが、オフには2016年までの契約延長に合意した。背番号も3から、ラファエル・ファン・デル・ファールトより受け継いた11番になった。
2012-13シーズン、主にトップ下でプレーするようになったベイルは、リーグ戦で自己最多となる21ゴール(得点ランク3位)を挙げPFA年間最優秀選手賞、PFA年間最優秀若手選手賞、FWA年間最優秀選手賞を受賞した。最終節のサンダーランドAFC戦で決勝点となるミドルシュートを決めるも、チームはチャンピオンズリーグ出場権を逃した。

### レアル・マドリード

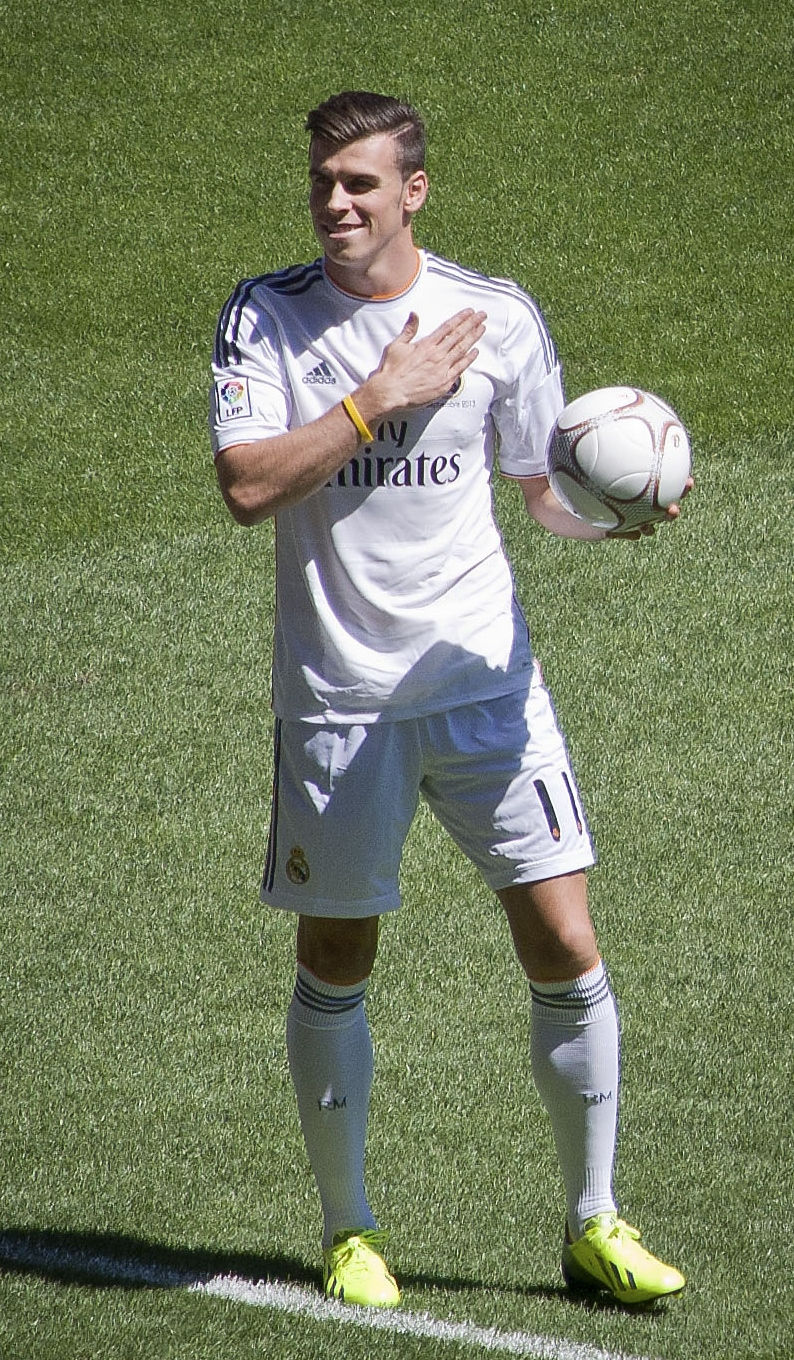
レアル・マドリードに入団したベイル（2013年）

2013年9月1日、レアル・マドリードへの移籍が発表された。当時の報道では、移籍金は9100万ユーロから1億ユーロという数字で報じられていた。2016年1月、この移籍に関する文書が流出し、2009年にクラブがクリスティアーノ・ロナウドに支払った8000万ポンド（9400万ユーロ）を超える、当時の史上最高額となる1億80万ユーロの移籍金だと確認された。ベイルは左ウィングやトップ下でのプレーを得意としていたが、左ウィングにポジションをとるクリスティアーノ・ロナウドの存在により主に右ウィングでプレーすることとなった。
2013年9月14日のデビュー戦のビジャレアルCF戦で、公式戦における移籍後初得点を挙げた。11月30日のバリャドリード戦ではハットトリックを達成した。2014年4月16日のコパ・デル・レイ決勝のFCバルセロナ戦では決勝点を決め、チームに国王杯をもたらした。続く5月24日のUEFAチャンピオンズリーグ決勝では、1-1で迎えた延長後半5分にディ・マリアのシュートの零れ球を頭で押し込む逆転弾を決めた。
2014年10月、ウェールズ代表戦にて肉離れを起こし戦線離脱。その間にイスコや新加入のハメス・ロドリゲスが活躍したことにより、ベイルのスターティングメンバー落ちを望む声も上がった が、リーグ第11節のラーヨ・バジェカーノ戦でスターティングメンバーとして復帰すると、前半9分に先制点を記録した。2014年のFIFAクラブワールドカップでは、2得点を挙げてチームメイトのセルヒオ・ラモスらと共に得点王になった。2015年に入ってからはしばらくゴールに見放され、自己中心的なプレーや守備への献身性の少なさなどもあって批判を受けた。

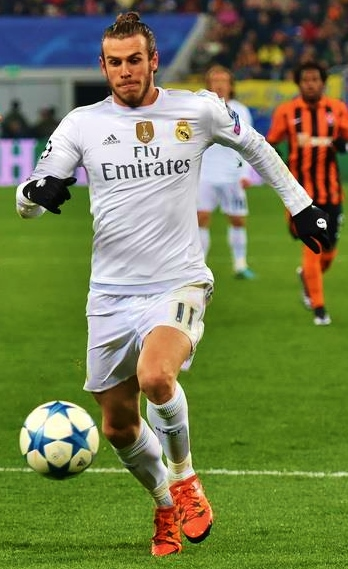
レアル・マドリードでプレーするベイル（2015年）

2015-16シーズンはリーグ戦では23試合に出場し19得点を記録。チャンピオンズリーグでは得点はなかったが、決勝戦ではセルヒオ・ラモスのゴールをアシストした。その後、クラブの活躍や代表での活躍が評価され、アントワーヌ・グリーズマンやクリスティアーノ・ロナウドとともにUEFA欧州最優秀選手賞の最終候補に選ばれた。
2016-17シーズンは、2016年10月30日にレアル・マドリードとの契約を2022年まで延長したことが発表された。その後、11月22日のUEFAチャンピオンズリーグのグループリーグ、スポルティングCP戦で右足首を負傷、手術を行ったことで年末に開催されたFIFAクラブワールドカップ2016も欠場を余儀なくされた。2017年2月18日、第23節のRCDエスパニョール戦で怪我から約3か月ぶりに復帰を果たして得点も決めたが、その後もコンディションが万全になることはなく、4月23日に行われた第33節、FCバルセロナとのクラシコで怪我の再発により前半39分で交代、このシーズンのリーグ戦は19試合出場に留まった。シーズン絶望と思われたが、故郷カーディフで開催された2016-17シーズン最終戦のUEFAチャンピオンズリーグ決勝戦のユヴェントスFC戦には間に合い、後半77分から出場、チームは勝利して地元開催大会で優勝した史上6人目の選手となった。
2017年11月28日、CFフエンラブラダ戦でレアル・マドリード通算160試合目の出場となり、デビッド・ベッカムを超えて英国出身選手としてクラブ最多試合出場記録を更新した。このシーズンは前半戦は負傷の影響で十分な出場機会が得られなかったものの、シーズン後半を中心に多くの得点・アシストを記録し、高いパフォーマンスを見せた。2018年5月26日、リヴァプールFCとのチャンピオンズリーグ決勝ではベンチスタートとなったが、1-1で迎えた後半61分にイスコとの交代でピッチに立つと、64分にマルセロのクロスにバイシクルシュートで合わせて追加点を奪った。83分には距離のある位置から無回転シュートで2点目を決めた。決勝ではマン・オブ・ザ・マッチに選出された。
2018-19シーズンはオフにロナウドが移籍したことでBBCは解体されたが、自身はリーグの開幕から3試合連続でゴールを記録して幸先の良いスタートを切った。12月のFIFAクラブワールドカップは、レアル・マドリード初戦の鹿島アントラーズ戦でハットトリックを記録するなど活躍し、大会最優秀選手に選ばれた。2019年2月9日のアトレティコ・マドリード戦でレアルでの通算100得点を達成した。しかしその得点後のパフォーマンスで侮辱的な意味を持つジェスチャーをし、物議を醸した。3月にジネディーヌ・ジダンが監督に復帰すると出場機会は激減し、招集外にもなった。この指揮官とは以前就任していたときから緊張状態にあった。
オフにはジダン監督から「（退団が）明日になるようならその方がいい。」と言われるなど来季の構想外であることが明言された。退団は確実とみられ、中国1部江蘇蘇寧への加入が決定的との報道もあった。しかし移籍交渉はまとまらず、残留して2019-20シーズン開幕を迎えた。開幕戦に先発出場すると、先制点をアシストするなど高いパフォーマンスを発揮し、第3節のビジャレアルCF戦では2ゴールを決める活躍を見せたが退場処分を受けた。また、10月の代表戦で負傷し、クラブでは10月5日を最後に約1カ月間ピッチから遠ざかることとなった。11月のEURO2020予選に参戦し、19日のハンガリー戦試合後のチャントで『（優先順位は）ウェールズ、ゴルフ、（レアル）マドリー』と書かれた、ウェールズサポーターの国旗を掲げたことからマドリディスタより批判を受けた。その後はベンチ外になることが多く、出場しても低調なパフォーマンスに終始し、公式戦でわずか計3得点に終わった。

### トッテナムへのレンタル移籍
2020年9月19日、トッテナム・ホットスパーFCに2021年6月30日までの期限付き移籍で復帰することが発表された。11月1日、ホームでのブライトン戦で後半70分に途中出場すると、73分に同じくレアル・マドリードから移籍してきたセルヒオ・レギロンからのクロスをヘッドで合わせ、実に7年166日ぶりとなるトッテナムでの復帰後初得点を記録した。2021年5月2日のリーグ第34節、シェフィールド・ユナイテッド戦ではハットトリックを決めた。

### レアル・マドリード復帰
2021年夏にレアル・マドリードへ復帰。以前着用していた背番号11番はマルコ・アセンシオに渡っていたため、背番号は18番が与えられた。新監督に第一次政権時にベイルを重用したカルロ・アンチェロッティが復帰したこともあり、開幕からの3試合は先発出場、第2節のレバンテUD戦では幸先よくゴールも記録したが、9月に右足ハムストリングを負傷して全治2ヶ月と診断され、またしても負傷に悩まされることになる。11月のウェールズ代表の試合で復帰するも、その試合で再び負傷、12月には新型コロナウイルスにも感染するなど、シーズン後半戦は事実上の構想外とされた。シーズン終了後の2022年6月1日、現行契約満了に伴い、退団を発表した。怪我の影響で出場出来ないことも多かったが、16個のタイトルを獲得、通算258試合106ゴール67アシストと堂々の記録を残した。

### ロサンゼルスFC
2022年6月28日、ロサンゼルスFCと2年契約を締結したことが発表された。シーズン途中の移籍でありながらMLSでは3得点を挙げ、サポーターズ・シールドの獲得に寄与した。MLSカップの決勝では延長前半7分に途中出場を果たした。チームは2-3で負けていたが、試合終了間際の延長後半8分にディエゴ・パラシオスからのクロスに頭で合わせ同点ゴールを決め、優勝に大きく貢献した。
2023年1月9日、自身のSNSを通じて現役引退を発表した。

### 現役引退後
2023年1月24日、自身のインスタグラムでアマチュアゴルフ大会であるAT＆Tペブルビーチプロアマに参加することを発表した。

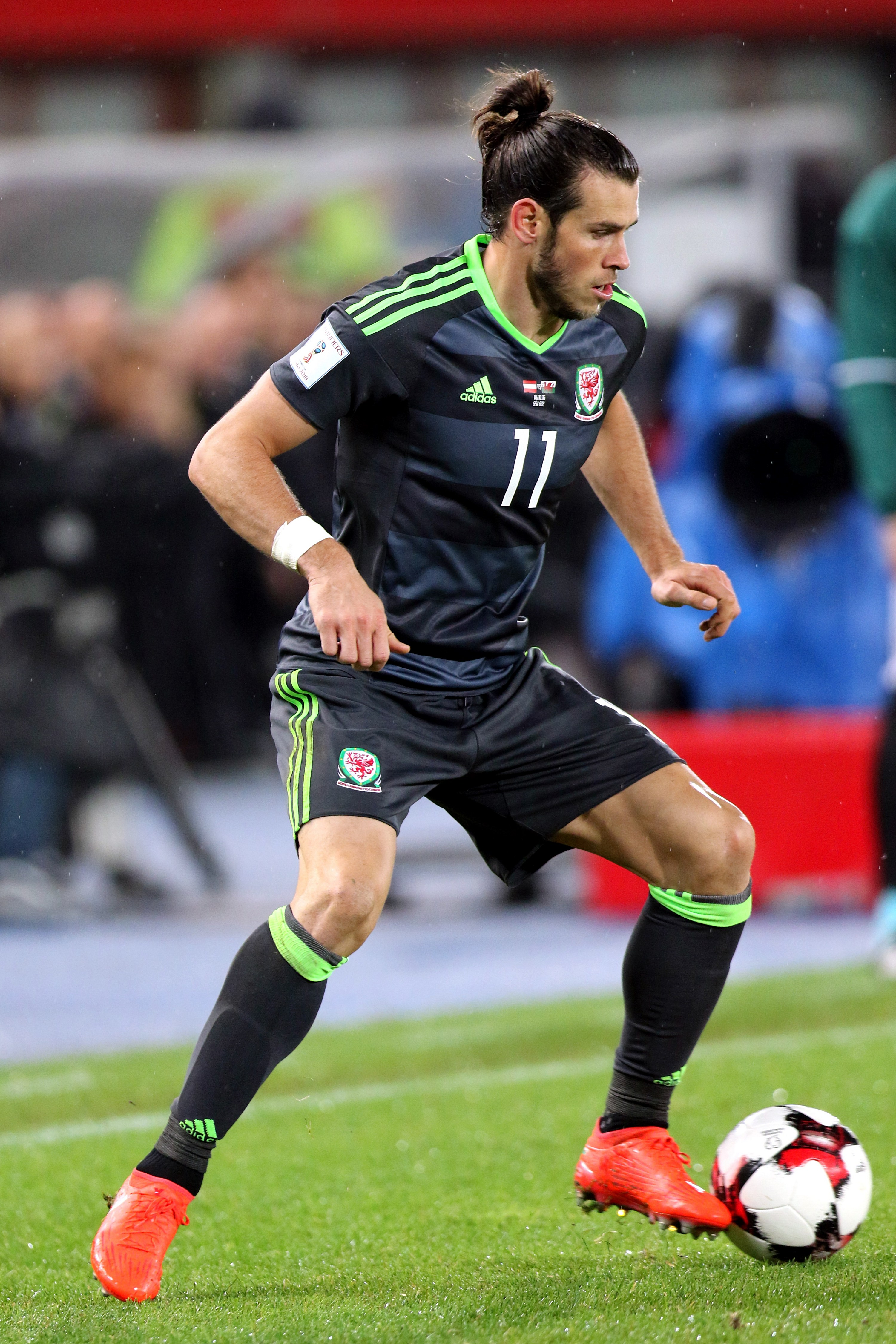
ウェールズ代表でのベイル（2016年）

## 代表経歴
2006年5月25日、ウェールズ代表としてトリニダード・トバゴ戦でデビューし、16歳315日のウェールズ代表最年少記録を作った（2013年にハリー・ウィルソンが更新）。10月7日には、EURO2008予選スロバキア戦にて、フリーキックでウェールズ代表史上最年少ゴールを記録した。また、ベイルは祖母がイングランド人であることからイングランド代表としてプレーすることも選べたが、「ウェールズ代表としてプレーすることをとても誇りに思っている。僕のハートにはイングランド代表に対して奮い立つ気持ちはない」と声明を出している。UEFA EURO 2016予選では7得点を上げ、ウェールズ代表史上初のUEFA EURO本大会出場に貢献した。2016年6月に行われたUEFA EURO 2016ではGL第1戦スロバキア戦で直接フリーキックを決め、ウェールズ史上初のUEFA EURO本大会得点者となり、UEFA EURO本大会初勝利に貢献した。続くGL第2戦イングランド戦でも直接フリーキックを決め、さらにGL第3戦のロシア戦でもゴールを決め、ウェールズ史上初となるUEFA EURO本大会グループステージ突破とベスト4入りに貢献した。2018年3月22日の中国戦ではハットトリックを達成。この3ゴールで代表通算29得点とし、イアン・ラッシュを抜きウェールズ代表の最多得点記録を更新した。2021年、UEFA EURO 2020、グループリーグ第2戦、トルコ戦ではペナルティーキックを失敗したが、2アシストを決めて、大会初勝利に貢献、マンオブザマッチに選ばれた。
2022年6月5日、FIFAワールドカップカタール2022出場権を掛けて行われた欧州予選プレーオフ・パスA決勝のウクライナ戦ではFKから相手のオウンゴールを誘発、これが決勝点となりウェールズは64年振りにワールドカップの出場権を得た。ワールドカップカタール大会では、1次リーグ初戦のアメリカ戦ではPKによる同点ゴールを挙げた。

## プレースタイル

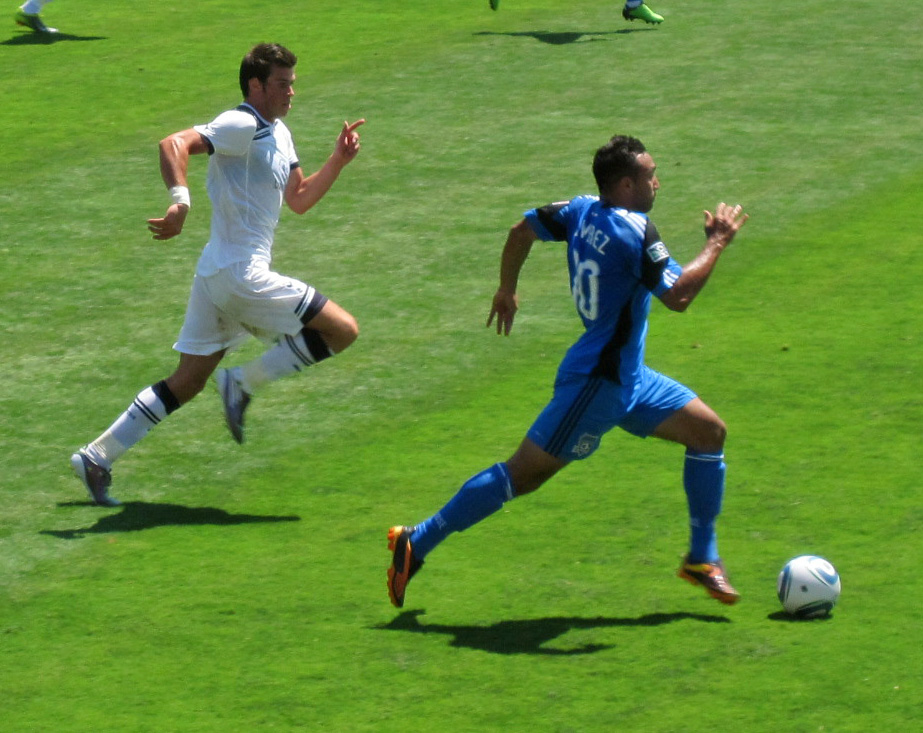
フレンドリーマッチにて（奥がベイル）

2015年のFIFAの調査によると、ベイルのドリブル時の速度は36.9km/hで世界最速である。
フリーキックのキッカーとしてはボールを擦り上げるように蹴りトップスピンを与え、壁を超えてから急激に落下するドライブシュートを得意としている。スペインの新聞紙「エル・ムンド」はこの試合でのベイルを「スティーブ・オベットの様に走ることができ、ブライアン・ハバナのような体格を持ち、ブラジル人のような曲がるボールを蹴ることが出来る選手である」と絶賛した。また、同じくウェールズ出身のサッカー選手ライアン・ギグスにプレースタイルが似ているため、ギグスの後継者ともいわれていた。
ピッチ外では穏やかな性格の持ち主として知られ、トッテナムの元監督であるハリー・レドナップは「性格が凄くいい子なんだ。あんなに感じが良くて手がかからない子はそういないよ。」と発言している

## 私生活
高校生時代からの恋人であったエマ・リース＝ジョーンズとともに暮らしており、娘2人、息子1人の父親である。一切、アルコールを口にしない主義である。
趣味のゴルフはアマチュアとしては高い腕前を持つとされ、クレイグ・ベラミーらとチャリティーのゴルフトーナメントに出場した経験もある。ウェールズの自宅には全英オープンやマスターズ・トーナメントのレプリカコースを3ホール再現した。一方、度重なる負傷の原因として休養をせずゴルフをしているとスペイン紙「マルカ」などに報じられたり、スペインに適応できず数日間の休みでもウェールズの自宅で過ごすことなどをティボ・クルトゥワらにゴルフィスタ（ゴルフプレイヤー）と揶揄されるなどしばしばゴルフ熱が議題に挙がることがある。
2018年10月、税金未払いが発覚し、税務局から4300万円の支払いを命じられた。

## 個人成績

### クラブ
2022年11月5日現在
| クラブ             | シーズン | リーグ             | リーグ | リーグ | カップ | カップ | リーグカップ | リーグカップ | 国際大会 | 国際大会 | その他 | その他 | 通算 | 通算 |
| クラブ             | シーズン | ディビジョン       | 出場   | 得点   | 出場   | 得点   | 出場         | 得点         | 出場     | 得点     | 出場   | 得点   | 出場 | 得点 |
| ------------------ | -------- | ------------------ | ------ | ------ | ------ | ------ | ------------ | ------------ | -------- | -------- | ------ | ------ | ---- | ---- |
| サウサンプトン     | 2005-06  | チャンピオンシップ | 2      | 0      | 0      | 0      | 0            | 0            | —        | —        | —      | —      | 2    | 0    |
| サウサンプトン     | 2006-07  | チャンピオンシップ | 38     | 5      | 1      | 0      | 3            | 0            | —        | —        | 1      | 0      | 43   | 5    |
| サウサンプトン     | 通算     | 通算               | 40     | 5      | 1      | 0      | 3            | 0            | —        | —        | 1      | 0      | 45   | 5    |
| トッテナム         | 2007-08  | プレミアリーグ     | 8      | 2      | 0      | 0      | 1            | 1            | 3        | 0        | —      | —      | 12   | 3    |
| トッテナム         | 2008-09  | プレミアリーグ     | 16     | 0      | 2      | 0      | 5            | 0            | 7        | 0        | —      | —      | 30   | 0    |
| トッテナム         | 2009-10  | プレミアリーグ     | 23     | 3      | 8      | 0      | 3            | 0            | —        | —        | —      | —      | 34   | 3    |
| トッテナム         | 2010-11  | プレミアリーグ     | 30     | 7      | 0      | 0      | 0            | 0            | 11       | 4        | —      | —      | 41   | 11   |
| トッテナム         | 2011-12  | プレミアリーグ     | 36     | 9      | 4      | 2      | 0            | 0            | 2        | 1        | —      | —      | 42   | 12   |
| トッテナム         | 2012-13  | プレミアリーグ     | 33     | 21     | 2      | 1      | 1            | 1            | 8        | 3        | —      | —      | 44   | 26   |
| トッテナム         | 通算     | 通算               | 146    | 42     | 16     | 3      | 10           | 2            | 31       | 8        | —      | —      | 203  | 55   |
| レアル・マドリード | 2013-14  | プリメーラ         | 27     | 15     | 5      | 1      | —            | —            | 12       | 6        | —      | —      | 44   | 22   |
| レアル・マドリード | 2014-15  | プリメーラ         | 31     | 13     | 2      | 0      | —            | —            | 10       | 2        | 5      | 2      | 48   | 17   |
| レアル・マドリード | 2015-16  | プリメーラ         | 23     | 19     | 0      | 0      | —            | —            | 8        | 0        | —      | —      | 31   | 19   |
| レアル・マドリード | 2016-17  | プリメーラ         | 19     | 7      | 0      | 0      | —            | —            | 8        | 2        | 0      | 0      | 27   | 9    |
| レアル・マドリード | 2017-18  | プリメーラ         | 26     | 16     | 2      | 1      | —            | —            | 7        | 3        | 4      | 1      | 39   | 21   |
| レアル・マドリード | 2018-19  | プリメーラ         | 29     | 8      | 3      | 0      | —            | —            | 7        | 3        | 3      | 3      | 42   | 14   |
| レアル・マドリード | 2019-20  | プリメーラ         | 16     | 2      | 1      | 1      | —            | —            | 3        | 0        | 0      | 0      | 20   | 3    |
| レアル・マドリード | 2021-22  | プリメーラ         | 5      | 1      | 0      | 0      | —            | —            | 2        | 0        | 0      | 0      | 7    | 1    |
| レアル・マドリード | 通算     | 通算               | 176    | 81     | 13     | 3      | —            | —            | 57       | 16       | 12     | 6      | 258  | 106  |
| トッテナム (loan)  | 2020-21  | プレミアリーグ     | 20     | 11     | 2      | 1      | 2            | 1            | 10       | 3        | —      | —      | 34   | 16   |
| ロサンゼルス       | 2022     | MLS                | 12     | 2      | —      | —      | —            | —            | —        | —        | 1      | 1      | 13   | 3    |
| 総通算             | 総通算   | 総通算             | 394    | 141    | 32     | 7      | 15           | 3            | 98       | 27       | 14     | 7      | 553  | 185  |

## 代表歴

### 出場大会
- ウェールズ代表
  - 2022 FIFAワールドカップ

### 試合数
- 国際Aマッチ 111試合 40得点（2006年- 2022年）[117]

| ウェールズ代表 | 国際Aマッチ | 国際Aマッチ |
| 年             | 出場        | 得点        |
| -------------- | ----------- | ----------- |
| 2006           | 4           | 1           |
| 2007           | 7           | 1           |
| 2008           | 5           | 0           |
| 2009           | 7           | 0           |
| 2010           | 4           | 1           |
| 2011           | 6           | 3           |
| 2012           | 5           | 3           |
| 2013           | 5           | 2           |
| 2014           | 5           | 3           |
| 2015           | 6           | 5           |
| 2016           | 11          | 7           |
| 2017           | 3           | 0           |
| 2018           | 6           | 5           |
| 2019           | 9           | 2           |
| 2020           | 4           | 0           |
| 2021           | 13          | 3           |
| 2022           | 11          | 4           |
| 通算           | 111         | 40          |

### 得点
| #   | 日付           | 場所                                           | キャップ | 対戦相手         | スコア | 結果 | 試合                                             |
| --- | -------------- | ---------------------------------------------- | -------- | ---------------- | ------ | ---- | ------------------------------------------------ |
| 1.  | 2006年10月7日  | カーディフ、ミレニアム・スタジアム             | 3        | スロバキア       | 1 – 2  | 1–5  | UEFA EURO 2008予選                               |
| 2.  | 2007年3月28日  | カーディフ、ミレニアム・スタジアム             | 6        | サンマリノ       | 2 – 0  | 3–0  | UEFA EURO 2008予選                               |
| 3.  | 2010年10月12日 | バーゼル、ザンクト・ヤコブ・パルク             | 27       | スイス           | 1 – 1  | 4–1  | UEFA EURO 2012予選                               |
| 4.  | 2011年10月7日  | スウォンジー、リバティ・スタジアム             | 31       | スイス           | 2 – 0  | 2–0  | UEFA EURO 2012予選                               |
| 5.  | 2011年10月11日 | ソフィア、ヴァシル・レフスキ国立競技場         | 32       | ブルガリア       | 0 – 1  | 0–1  | UEFA EURO 2012予選                               |
| 6.  | 2011年11月12日 | カーディフ、カーディフ・シティ・スタジアム     | 33       | ノルウェー       | 1 – 0  | 4–1  | 親善試合                                         |
| 7.  | 2012年9月11日  | ノヴィ・サド、カラジョルジェ競技場             | 36       | セルビア         | 2 – 1  | 6–1  | 2014 FIFAワールドカップ・ヨーロッパ予選          |
| 8.  | 2012年10月12日 | カーディフ、カーディフ・シティ・スタジアム     | 37       | スコットランド   | 1 – 1  | 2–1  | 2014 FIFAワールドカップ・ヨーロッパ予選          |
| 9.  | 2012年10月12日 | カーディフ、カーディフ・シティ・スタジアム     | 37       | スコットランド   | 2 – 1  | 2–1  | 2014 FIFAワールドカップ・ヨーロッパ予選          |
| 10. | 2013年2月6日   | スウォンジー、リバティ・スタジアム             | 39       | オーストリア     | 1 – 0  | 2–1  | 親善試合                                         |
| 11. | 2013年3月26日  | スウォンジー、リバティ・スタジアム             | 41       | クロアチア       | 1 – 0  | 1–2  | 2014 FIFAワールドカップ・ヨーロッパ予選          |
| 12. | 2014年3月5日   | カーディフ、カーディフ・シティ・スタジアム     | 44       | アイスランド     | 3 – 1  | 3–1  | 親善試合                                         |
| 13. | 2014年9月9日   | アンドラ・ラ・ベリャ、エスタディ・ナシオナル   | 45       | アンドラ         | 1 – 1  | 1–2  | UEFA EURO 2016予選                               |
| 14. | 2014年9月9日   | アンドラ・ラ・ベリャ、エスタディ・ナシオナル   | 45       | アンドラ         | 1 - 2  | 1–2  | UEFA EURO 2016予選                               |
| 15. | 2015年3月28日  | ハイファ、ハイファ国際競技場                   | 49       | イスラエル       | 0 – 2  | 0–3  | UEFA EURO 2016予選                               |
| 16. | 2015年3月28日  | ハイファ、ハイファ国際競技場                   | 49       | イスラエル       | 0 - 3  | 0–3  | UEFA EURO 2016予選                               |
| 17. | 2015年6月12日  | カーディフ、カーディフ・シティ・スタジアム     | 50       | ベルギー         | 1 – 0  | 1–0  | UEFA EURO 2016予選                               |
| 18. | 2015年9月3日   | ニコシア、GSPスタジアム                        | 51       | キプロス         | 0 – 1  | 0–1  | UEFA EURO 2016予選                               |
| 19. | 2015年10月13日 | カーディフ、カーディフ・シティ・スタジアム     | 54       | アンドラ         | 2 – 0  | 2–0  | UEFA EURO 2016予選                               |
| 20. | 2016年6月11日  | ボルドー、ヌーヴォ・スタッド・ド・ボルドー     | 56       | スロバキア       | 1 – 0  | 2–1  | UEFA EURO 2016                                   |
| 21. | 2016年6月16日  | ランス、スタッド・フェリックス・ボラール       | 57       | イングランド     | 0 – 1  | 2–1  | UEFA EURO 2016                                   |
| 22. | 2016年6月20日  | トゥールーズ、スタジアム・ミュニシパル         | 58       | ロシア           | 0 – 3  | 0–3  | UEFA EURO 2016                                   |
| 23. | 2016年9月5日   | カーディフ、カーディフ・シティ・スタジアム     | 62       | モルドバ         | 3 – 0  | 4–0  | 2018 FIFAワールドカップ・ヨーロッパ予選          |
| 24. | 2016年9月5日   | カーディフ、カーディフ・シティ・スタジアム     | 62       | モルドバ         | 4 – 0  | 4–0  | 2018 FIFAワールドカップ・ヨーロッパ予選          |
| 25. | 2016年10月9日  | カーディフ、カーディフ・シティ・スタジアム     | 64       | ジョージア       | 1 – 0  | 1–1  | 2018 FIFAワールドカップ・ヨーロッパ予選          |
| 26. | 2016年11月12日 | カーディフ、カーディフ・シティ・スタジアム     | 65       | セルビア         | 1 – 0  | 1–1  | 2018 FIFAワールドカップ・ヨーロッパ予選          |
| 27. | 2018年3月22日  | 南寧市、広西体育中心                           | 69       | 中華人民共和国   | 0 – 1  | 0–6  | チャイナ・カップ                                 |
| 28. | 2018年3月22日  | 南寧市、広西体育中心                           | 69       | 中華人民共和国   | 0 - 2  | 0–6  | チャイナ・カップ                                 |
| 29. | 2018年3月22日  | 南寧市、広西体育中心                           | 69       | 中華人民共和国   | 0 - 6  | 0–6  | チャイナ・カップ                                 |
| 30. | 2018年9月7日   | カーディフ、カーディフ・シティ・スタジアム     | 71       | アイルランド     | 2 – 0  | 4–1  | UEFAネーションズリーグ2018-19                    |
| 31. | 2018年11月16日 | カーディフ、カーディフ・シティ・スタジアム     | 73       | デンマーク       | 1 – 2  | 1-2  | UEFAネーションズリーグ2018-19                    |
| 32. | 2019年9月6日   | カーディフ、カーディフ・シティ・スタジアム     | 78       | アゼルバイジャン | 2 – 1  | 2-1  | UEFA EURO 2020予選・グループE                    |
| 33. | 2019年10月13日 | カーディフ、カーディフ・シティ・スタジアム     | 81       | クロアチア       | 1 – 1  | 1-1  | UEFA EURO 2020予選・グループE                    |
| 34. | 2021年9月5日   | カザン、セントラル・スタジアム                 | 98       | ベラルーシ       | 1 – 0  | 3-2  | 2022 FIFAワールドカップ・ヨーロッパ予選グループE |
| 35. | 2021年9月5日   | カザン、セントラル・スタジアム                 | 98       | ベラルーシ       | 2 – 2  | 3-2  | 2022 FIFAワールドカップ・ヨーロッパ予選グループE |
| 36. | 2021年9月5日   | カザン、セントラル・スタジアム                 | 98       | ベラルーシ       | 3 – 2  | 3-2  | 2022 FIFAワールドカップ・ヨーロッパ予選グループE |
| 37. | 2022年3月24日  | カーディフ、カーディフ・シティ・スタジアム     | 101      | オーストリア     | 1 – 0  | 2-1  | 2022 FIFAワールドカップ・ヨーロッパ2次予選       |
| 38. | 2022年3月24日  | カーディフ、カーディフ・シティ・スタジアム     | 101      | オーストリア     | 2 – 0  | 2-1  | 2022 FIFAワールドカップ・ヨーロッパ2次予選       |
| 39. | 2022年6月14日  | ロッテルダム・フェイエノールト・スタディオン   | 106      | オランダ         | 2 – 2  | 3-2  | UEFAネーションズリーグ2022-23・リーグA           |
| 40. | 2022年11月21日 | ライヤーン、アフメド・ビン＝アリー・スタジアム | 109      | アメリカ合衆国   | 1 – 1  | 1-1  | 2022 FIFAワールドカップ・グループB               |

## タイトル

### クラブ
サウサンプトンFC
- プレミアアカデミーリーグ：2006

トッテナム・ホットスパーFC
- フットボールリーグカップ：2008

レアル・マドリード
- プリメーラ・ディビシオン：3回（2016-17,2019-20, 2021-22）
- コパ・デル・レイ：2013-14
- スーペルコパ・デ・エスパーニャ：3回（2017,2019,2021）
- UEFAチャンピオンズリーグ：5回（2013-14, 2015-16, 2016-17, 2017-18, 2021-22）
- UEFAスーパーカップ：3回（2014, 2016, 2017）
- FIFAクラブワールドカップ：3回（2014, 2017, 2018）

ロサンゼルスFC
- MLSカップ：2022
- サポーターズ・シールド：2022

### 個人
- チャンピオンシップ チーム・オブ・ザ・イヤー：2007
- フットボールリーグ年間最優秀若手選手：2007
- ウェールズ年間最優秀若手選手：2007[118]
- E.ON Player of the Round 2010 – 5th Round and 6th Round[119]
- プレミアリーグ月間最優秀選手：2010年4月[120]
- トッテナム年間最優秀若手選手：2009-2010[121]
- ウェールズ年間最優秀選手：2010[122], 2011, 2013, 2014,2015,2016[123]
- PFA年間最優秀選手賞：2011, 2013
- PFA年間ベストイレブン：2011, 2012, 2013
- PFA年間最優秀若手選手賞：2013
- FWA年間最優秀選手賞：2013
- プレミアリーグ最優秀選手賞：2012-13
- FIFAクラブワールドカップ 得点王：2014, 2018
- FIFAクラブワールドカップ 最優秀選手：2018
- 大英帝国勲章・MBE : 2022

ゴルフ
・イタリアライダーカップ　トロフィー　2023

## その他
- 愛車はベントレー・コンチネンタルGT[124]。
- コナミデジタルエンタテインメントのサッカーゲーム「UEFA EURO 2016/ウイニングイレブン2016」のイメージキャラクターとして、パッケージにはベイルが描かれている[125]。
- 2017年5月、ESPNは世界で最も有名なアスリート100人を発表し、ベイルは22位に選出された。サッカー選手の中では5位[126]。
- 2014年6月にアメリカの経済誌フォーブスが公表した世界のアスリートの年収によるとベイルの年収は3640万ドル（約37億円）であり、世界のアスリートの中で14位。サッカー選手の中ではクリスティアーノ・ロナウド、リオネル・メッシ、ズラタン・イブラヒモヴィッチに次ぐ4位であり[127]、2015年6月に発表された年収も3500万ドルとサッカー選手としては世界の4位にランクインした[128]。
- 代理人はジョナサン・バーネット[129]。